# آنا رونستروم
آنا رونستروم (1847–1920) هي معلمة سويدية. ورائدة محلية في تعليم الإناث في لوند، قامت بتأسيس مدرسة التعليم الثانوي في لوند (المدرسة الابتدائية العليا في لوند) للفتيات، والمعروفة أيضًا باسم مدرسة رونستروم.

## حياتها
كانت آنا رونستروم طالبة في مدرسة (ندوة تدريب المعلمين العليا) في ستوكهولم 1864-1867، وعملت مربية في لوند قبل أن تؤسس مدرستها الخاصة للبنات في عام 1871. تمت الإشارة إلى المدرسة في الأصل باسم مدرسة رونستروم تيمنا باسم مؤسستها، وأصبحت أول مدرسة في لوند تقدم التعليم الثانوي للإناث استعدادًا للدراسات الجامعية. وفي هذا الصدد، كان رونستروم ومدرستها ممثل نموذجي للرواد الإناث الآخرين اللاتي افتتحن مدارس التعليم الثانوي الأولى للبنات في المدن السويدية المختلفة، مماثلة لرواد محليين آخرين مثل ماريا هنشن في أوبسالا، ماريا ستينكولا في مالمو وإلسا برج في جافل. 
من الناحية النظرية، كانت آنا رونستروم معادية للنسوية وكانت في الواقع لديها رؤية محافظة لتعليم المرأة. وذكرت أن المرأة يجب أن تتعلم في المنزل من أجل الحياة في المنزل، وأن تكون المدرسة للمرأة بمثابة منزلًا ثانيًا أكثر من كونها مدرسة وأن تقوم بتربية طالباتها كآباء وأمهات لأطفالهم عوضا عن تعليمهم، وأن تعليم الإناث يجب أن يسترشد بالدين: كان هذا في الواقع نموذجًا لوجهة النظر المحافظة في النقاش المعاصر حول تعليم المرأة. ومع ذلك، من الناحية العملية، كانت المدرسة التي أنشأتها في الواقع راديكالية ومتكيفة مع وجهات النظر الحديثة حول المساواة في التعليم بين الرجال والنساء: فقد وفرت المدرسة لطالباتها كل التعليم اللازم للتحضير للدراسات الجامعية، وعلى عكس العديد من مدارس الفتيات الأخرى في من نفس النوع، فقد قدمت أيضًا نفس مستوى الرياضيات التواجد في المدرسة الثانوية للبنين، وأكثر من ذلك، لم تقم بتدريس اللغة الفرنسية، كما تفعل مدارس الإناث عادةً، بل اللغة الألمانية، التي كانت اللغة المفضلة في المدرسة الثانوية للبنين في ذلك الوقت. قدمت أيضًا الاقتصاد المنزلي، والذي كان ابتكارًا جذريًا في ذلك الوقت (1892). كانت مدرستها ناجحة، وحصلت على دعم من الدولة في عام 1879 ودعم مجتمعي في عام 188.
كان رونستروم أيضًا مشاركًة مؤثرًة في فليكسكولموت، المؤتمرات الوطنية السنوية لمدرسة الفتيات. قدمت برنامج تبادل المعلمين بين الدنمارك والسويد في عام 1898، والذي أصبح شائعًا وعمل لسنوات عديدة. في عام 1905، أسست أيضًا مدرسة للمعلمات مع آنا هيرلين، والتي تم دمجها في مدرستها. توصف بأنها عالمة رياضيات ماهرة وأصبحت عضوًا في المؤتمر الدولي لعلماء الرياضيات في الاجتماع الذي عقد في روما عام 1908. 
كان مصير مدرستها نموذجيًا أيضًا: في عام 1933، اتحدت مع منافستها الرئيسية، مؤسسة لوند التعليمية الكاملة من عام 1880، لتشكيل مدرسة لوند الشعبية للبنات (مدرسة لوند البلدية للبنات)، والتي أصبحت بدورها فيما بعد مدرسة مختلطة.
وقد منحت الميدالية الملكية السويدية ( أولئك الذين يستحقون بجهودهم)، اللتي تعرف باليس نصاب النخبة عام 1913.